# Тржескал, Кира Александровна
 Кира Александровна Тржескал (Пирвиц)  (род. 11 июля 1947 года, Ленинград, СССР) — советский и российский баскетбольный тренер. Заслуженный тренер России.

## Биография
Кира Александровна познакомилась с баскетболом в школе. Затем была учёба в техникуме медицинского оборудования и работа на Кировском заводе, где Кира выступала за команду предприятия.
Учась в Институте физической культуры имени Лесгафта, работала в спортивном клубе «Молния». В 1973 году закрывается баскетбольная секция и Кира, перейдя со своими воспитанницами в спортивную школу Петроградского района, начала поиски места для занятий. После нескольких отказов арендовать зал, в средней школе № 86 ей пошли навстречу, там же учителем физкультуры работал Владимир Иосифович Тржескал. Через некоторое время Владимир Иосифович и Кира Александровна уже трудились вместе, и тренер Пирвиц сменила фамилию на Тржескал. В совместном браке имеет дочь Светлану, которая проживает в США.
Первым серьёзным опытом стала работа с дублем команды «Электросила», с 1991 года – тренер Василеостровской СДЮШОР. С 1996 по 1998 год в начале как помощник тренера, а затем в должности главного, руководила питерским «Форс-Мажором».
Является одним из основателем команды «Балтийская Звезда», которую тренировала пять лет. За это время клуб из низшей лиги поднялся до Суперлиги и в сезоне 2003/04 команду ждал невероятный успех – «бронзовая» медаль чемпионата России и обладатель Кубка Европы ФИБА. В «Финале четырёх», который проходил в Стамбуле, вначале было обыграно московское «Динамо» - 67:57, а в финале венгерский «Шольнок» - 68:64. На волне успеха Кира Тржескал ушла из команды.
Последующие годы она также руководит баскетбольной секцией в спортивном зале школы №86 города Санкт-Петербурга, с 2005 по 2010 год работала с молодёжной командой питерского «Спартака».
В 2004 году возглавила юниорскую сборную России для участия в очередном первенстве Европы в Словакии. «Золотой» состав российской команды состоял наполовину из воспитанников Киры Александровны: Анастасия Андерсон, Ирина Рюхина, Вера Чистова, Екатерина Савельева, Евгения Белякова, Елена Решетько. Через два года этим же составом сборная выигрывает молодёжный чемпионат Европы в Венгрии. В 2007 году на «домашнем» молодёжном первенстве мира подопечные Тржескал занимают 4-е место.

## Известные воспитанницы
- Наталья Засульская – чемпионка ОИ-1992, чемпионка Европы (1987, 1989, 1991), лучшая баскетболистка Европы 1992-1995;
- Илона Корстин – бронзовый призёр ОИ-2004 и ОИ-2008, чемпионка Европы (2003, 2007, 2011);
- Светлана Абросимова – бронзовый призёр ОИ-2008, чемпионка Европы (2007, 2011), чемпионка женской НБА 2010 года;
- Мария Степанова – бронзовый призёр ОИ-2004 и 2008, чемпионка Европы (2003, 2007, 2011);
- Елена Карпова – бронзовый призёр ОИ-2004;
- Евгения Белякова – чемпионка Европы (2011).

## Достижения

### Клубные
- Чемпион Европы среди юниорок: 2004.
- Чемпион Европы среди молодёжи: 2006.
- Обладатель Кубка Европы ФИБА: 2004.
- Бронзовый призёр чемпионата России: 2004
- Серебряный призёр Балтийской женской лиги: 2002
- Бронзовый призёр Балтийской женской лиги: 2003

### Личные[4][5]
- Заслуженный тренер России.
- орден «Знак Почета»,
- лучший тренер СНГ (1992);
- лучший детский тренер Российской Федерации (1999);
- знак «За заслуги в развитии физической культуры и спорта Санкт-Петербурга»;
- почётное звание «Лучший в спорте Санкт-Петербурга».

## О Кире Тржескал
Илона Корстин:   

Кстати, Маша (Степанова) рассказывала, что когда пришла в секцию, то почти ничего не умела и смотрела на вас снизу вверх…
Когда я попала к Кире Александровне, то испытала примерно те же чувства. Девчонки уже хорошо бросали мяч в кольцо, умели обводить, а я начинала с азов. Но за несколько месяцев успела кое-чему научиться..
Говорят, у Киры Тржескал было непросто заниматься.
В команде была строгая дисциплина. Например, запрещалось делать маникюр. А в 13–14 лет очень хотелось быть привлекательной. Но Кира Александровна болезненно реагировала, когда девочки слишком много внимания уделяли своей внешности. Могла очень жестко поговорить. Так что баскетбол у нас был на первом месте.

Мария Степанова:   

Заниматься начала лет в десять в спортшколе Выборгского района. А через год все надоело, и я решила бросить. И тут моему отцу кто-то рассказал, что есть в Питере замечательные детские тренеры – супруги Кира и Владимир Тржескал. У них была слава специалистов, которые умеют находить и раскрывать таланты. Другими словами, если есть у ребёнка какие-то способности к баскетболу, то они обязательно их увидят и оценят. На семейном совете решили, что я должна попробовать позаниматься под их руководством. Помню, сначала было очень тяжело. На первых порах я чувствовала себя настоящей неумехой. Интересно, что у Тржескал уже тренировались Илона Корстин, Света Абросимова, Таня Щеголева и Лена Карпова (сейчас все они – игроки сборной России. – «НИ»). Они были на год моложе меня, но заметно превосходили в мастерстве. Правда, через какое-то время я начала быстро прогрессировать. А с девчонками быстро подружилась. 